# Aabenraa Amts Jernbaner
| Liniennetz der Apenrader Kreisbahn |                     |                                                             |                                                             |
| Streckenlänge: | 86 km               |                                                             |                                                             |
| Spurweite: | 1000 mm (Meterspur) |                                                             |                                                             |
| Maximale Neigung: | 20 ‰                |                                                             |                                                             |
| Minimaler Radius: | 150 m               |                                                             |                                                             |
| Streckengeschwindigkeit: | 30 km/h             |                                                             |                                                             |
| |                     |                                                             |                                                             |
| Betriebsstellen und Strecken |                     |                                                             |                                                             |
| \| \| 54,3 \| Løgumkloster dt. Lügumkloster Kleinbahnhof \| Løgumkloster dt. Lügumkloster Kleinbahnhof \| \| \| 53,6 \| Løgumkloster Holmplads dt. Lügumkloster Holmplatz \| Løgumkloster Holmplads dt. Lügumkloster Holmplatz \| \| \| 49,7 \| Asset dt. Assith \| Asset dt. Assith \| \| \| 48,5 \| Alslev Kro dt. Alslebenkrug \| Alslev Kro dt. Alslebenkrug \| \| \| 46,1 \| Gravlund dt. Graulund \| Gravlund dt. Graulund \| \| \| 43,6 \| Øster Terp dt. Osterterp \| Øster Terp dt. Osterterp \| \| \| \| Bahnstrecke Branderup–Osterterp zur Sicherungsstellung Nord[2] \| \| \| \| 41,3 \| Bedsted dt. Bedstedt \| Bedsted dt. Bedstedt \| \| \| 39,2 \| Sivkro dt. Sieverkrug \| Sivkro dt. Sieverkrug \| \| \| 36,6 \| Klovtoft dt. Klautoft \| Klovtoft dt. Klautoft \| \| \| 35,1 \| Hellevad Mølle dt. Hellewatt Mühle \| Hellevad Mølle dt. Hellewatt Mühle \| \| \| 33,8 \| Hellevad dt. Hellewatt \| Hellevad dt. Hellewatt \| \| \| 32,5 \| Lønholm dt. Lönholm \| Lønholm dt. Lönholm \| \| \| 31,2 \| Egvad dt. Ekwatt \| Egvad dt. Ekwatt \| \| \| 29,3 \| Nørre Hostrup dt. Norder-Hostrup \| Nørre Hostrup dt. Norder-Hostrup \| \| \| 23,9 \| Rugbjerg dt. Rauberg \| Rugbjerg dt. Rauberg \| \| \| 22,0 \| Hovslund dt. Haberslund Kleinbahnhof \| Hovslund dt. Haberslund Kleinbahnhof \| \| \| \| Bahnstrecke Fredericia–Flensburg \| \| \| \| \| Militärbahn zur Sicherungsstellung Nord Richtung Hoptrup \| \| \| \| 19,2 \| Øster Løgum dt. Osterlügum \| Øster Løgum dt. Osterlügum \| \| \| 16,7 \| Østermark dt. Osterfeld \| Østermark dt. Osterfeld \| \| \| 14,3 \| Genner dt. Genner \| Genner dt. Genner \| \| \| 13,6 \| Knivsbjerg dt. Knivsberg \| Knivsbjerg dt. Knivsberg \| \| \| 11,1 \| Nørby dt. Nørby \| Nørby dt. Nørby \| \| \| 9,3 \| Løjtkirkeby dt. Loitkirkeby \| Løjtkirkeby dt. Loitkirkeby \| \| \| 7,6 \| Barsmark dt. Barsmark \| Barsmark dt. Barsmark \| \| \| 5,5 \| Skovby dt. Schauby \| Skovby dt. Schauby \| \| \| 4,6 \| Stollig dt. Stollig \| Stollig dt. Stollig \| \| \| 3,6 \| Knappen dt. Knapp (Nordschleswig) \| Knappen dt. Knapp (Nordschleswig) \| \| \| \| Staatsbahnhof–Hafen \| \| \| \| 0,5 \| Aabenraa Nørreport dt. Apenrade Nordertor \| Aabenraa Nørreport dt. Apenrade Nordertor \| \| \| \| vom Staatsbahnhof, ab hier Vierschienengleis \| \| \| \| 0,0 \| Aabenraa dt. Apenrade Kleinbahnhof \| Aabenraa dt. Apenrade Kleinbahnhof \| \| \| \| zum Hafen, Vierschienengleis \| \| \| \| \| vom Hafen \| \| \| \| 0,7 \| Aabenraa Sønderport dt. Apenrade Südertor \| Aabenraa Sønderport dt. Apenrade Südertor \| \| \| \| bis hier Vierschienengleis \| \| \| \| \| Skelbæk \| \| \| \| 3,4 \| Styrtom dt. Störtum \| Styrtom dt. Störtum \| \| \| 5,3 \| Stubbæk dt. Stübbek \| Stubbæk dt. Stübbek \| \| \| 7,6 \| Sønder Hostrup dt. Süder-Hostrup \| Sønder Hostrup dt. Süder-Hostrup \| \| \| 9,9 \| Nørballe dt. Nordballig (Nordschleswig) \| Nørballe dt. Nordballig (Nordschleswig) \| \| \| 11,0 \| Felsted dt. Feldstedt \| Felsted dt. Feldstedt \| \| \| 12,8 \| Tumbøl dt. Tombüll \| Tumbøl dt. Tombüll \| \| \| 13,7 \| Slyngsten dt. Slyngsten \| Slyngsten dt. Slyngsten \| \| \| 14,7 \| Bøgholm dt. Bögholm \| Bøgholm dt. Bögholm \| \| \| 16,4 \| Skovbølgård dt. Schobüllgaard \| Skovbølgård dt. Schobüllgaard \| \| \| 18,5 \| Varnæs dt. Warnitz \| Varnæs dt. Warnitz \| \| \| 20,7 \| Bovrup dt. Baurup \| Bovrup dt. Baurup \| \| \| 23,6 \| Kiding dt. Kieding \| Kiding dt. Kieding \| \| \| 25,9 \| Grøngrøft dt. Grüngrift \| Grøngrøft dt. Grüngrift \| \| \| 27,0 \| Fiskbækskov dt. Fischbekholz \| Fiskbækskov dt. Fischbekholz \| \| \| 28,4 \| Fiskbæk dt. Fischbek \| Fiskbæk dt. Fischbek \| \| \| 31,5 \| Gråsten dt. Gravenstein Kleinbahnhof \| Gråsten dt. Gravenstein Kleinbahnhof \| |                     |                                                             |                                                             |
| Kopfbahnhof Streckenanfang (Strecke außer Betrieb) | 54,3                | Løgumkloster dt. Lügumkloster Kleinbahnhof                  | Løgumkloster dt. Lügumkloster Kleinbahnhof                  |
| Haltepunkt / Haltestelle (Strecke außer Betrieb) | 53,6                | Løgumkloster Holmplads dt. Lügumkloster Holmplatz           | Løgumkloster Holmplads dt. Lügumkloster Holmplatz           |
| Haltepunkt / Haltestelle (Strecke außer Betrieb) | 49,7                | Asset dt. Assith                                            | Asset dt. Assith                                            |
| Bahnhof (Strecke außer Betrieb) | 48,5                | Alslev Kro dt. Alslebenkrug                                 | Alslev Kro dt. Alslebenkrug                                 |
| Haltepunkt / Haltestelle (Strecke außer Betrieb) | 46,1                | Gravlund dt. Graulund                                       | Gravlund dt. Graulund                                       |
| Bahnhof (Strecke außer Betrieb) | 43,6                | Øster Terp dt. Osterterp                                    | Øster Terp dt. Osterterp                                    |
| Abzweig geradeaus und nach links (Strecke außer Betrieb) |                     | Bahnstrecke Branderup–Osterterp zur Sicherungsstellung Nord | Bahnstrecke Branderup–Osterterp zur Sicherungsstellung Nord |
| Bahnhof (Strecke außer Betrieb) | 41,3                | Bedsted dt. Bedstedt                                        | Bedsted dt. Bedstedt                                        |
| Haltepunkt / Haltestelle (Strecke außer Betrieb) | 39,2                | Sivkro dt. Sieverkrug                                       | Sivkro dt. Sieverkrug                                       |
| Bahnhof (Strecke außer Betrieb) | 36,6                | Klovtoft dt. Klautoft                                       | Klovtoft dt. Klautoft                                       |
| Haltepunkt / Haltestelle (Strecke außer Betrieb) | 35,1                | Hellevad Mølle dt. Hellewatt Mühle                          | Hellevad Mølle dt. Hellewatt Mühle                          |
| Bahnhof (Strecke außer Betrieb) | 33,8                | Hellevad dt. Hellewatt                                      | Hellevad dt. Hellewatt                                      |
| Haltepunkt / Haltestelle (Strecke außer Betrieb) | 32,5                | Lønholm dt. Lönholm                                         | Lønholm dt. Lönholm                                         |
| Haltepunkt / Haltestelle (Strecke außer Betrieb) | 31,2                | Egvad dt. Ekwatt                                            | Egvad dt. Ekwatt                                            |
| Bahnhof (Strecke außer Betrieb) | 29,3                | Nørre Hostrup dt. Norder-Hostrup                            | Nørre Hostrup dt. Norder-Hostrup                            |
| Bahnhof (Strecke außer Betrieb) | 23,9                | Rugbjerg dt. Rauberg                                        | Rugbjerg dt. Rauberg                                        |
| Spitzkehrbahnhof links (Strecke außer Betrieb) | 22,0                | Hovslund dt. Haberslund Kleinbahnhof                        | Hovslund dt. Haberslund Kleinbahnhof                        |
| Kreuzung geradeaus oben (Strecke geradeaus außer Betrieb) |                     | Bahnstrecke Fredericia–Flensburg                            | Bahnstrecke Fredericia–Flensburg                            |
| Abzweig geradeaus und nach links (Strecke außer Betrieb) |                     | Militärbahn zur Sicherungsstellung Nord Richtung Hoptrup    | Militärbahn zur Sicherungsstellung Nord Richtung Hoptrup    |
| Bahnhof (Strecke außer Betrieb) | 19,2                | Øster Løgum dt. Osterlügum                                  | Øster Løgum dt. Osterlügum                                  |
| Haltepunkt / Haltestelle (Strecke außer Betrieb) | 16,7                | Østermark dt. Osterfeld                                     | Østermark dt. Osterfeld                                     |
| Bahnhof (Strecke außer Betrieb) | 14,3                | Genner dt. Genner                                           | Genner dt. Genner                                           |
| Bahnhof (Strecke außer Betrieb) | 13,6                | Knivsbjerg dt. Knivsberg                                    | Knivsbjerg dt. Knivsberg                                    |
| Haltepunkt / Haltestelle (Strecke außer Betrieb) | 11,1                | Nørby dt. Nørby                                             | Nørby dt. Nørby                                             |
| Bahnhof (Strecke außer Betrieb) | 9,3                 | Løjtkirkeby dt. Loitkirkeby                                 | Løjtkirkeby dt. Loitkirkeby                                 |
| Haltepunkt / Haltestelle (Strecke außer Betrieb) | 7,6                 | Barsmark dt. Barsmark                                       | Barsmark dt. Barsmark                                       |
| Bahnhof (Strecke außer Betrieb) | 5,5                 | Skovby dt. Schauby                                          | Skovby dt. Schauby                                          |
| Bahnhof (Strecke außer Betrieb) | 4,6                 | Stollig dt. Stollig                                         | Stollig dt. Stollig                                         |
| Haltepunkt / Haltestelle (Strecke außer Betrieb) | 3,6                 | Knappen dt. Knapp (Nordschleswig)                           | Knappen dt. Knapp (Nordschleswig)                           |
| Kreuzung (Strecken außer Betrieb) |                     | Staatsbahnhof–Hafen                                         | Staatsbahnhof–Hafen                                         |
| Haltepunkt / Haltestelle (Strecke außer Betrieb) | 0,5                 | Aabenraa Nørreport dt. Apenrade Nordertor                   | Aabenraa Nørreport dt. Apenrade Nordertor                   |
| Abzweig geradeaus und von rechts (Strecke außer Betrieb) |                     | vom Staatsbahnhof, ab hier Vierschienengleis                | vom Staatsbahnhof, ab hier Vierschienengleis                |
| Bahnhof (Strecke außer Betrieb) | 0,0                 | Aabenraa dt. Apenrade Kleinbahnhof                          | Aabenraa dt. Apenrade Kleinbahnhof                          |
| Abzweig geradeaus und nach links (Strecke außer Betrieb) |                     | zum Hafen, Vierschienengleis                                | zum Hafen, Vierschienengleis                                |
| Abzweig geradeaus und von links (Strecke außer Betrieb) |                     | vom Hafen                                                   | vom Hafen                                                   |
| Haltepunkt / Haltestelle (Strecke außer Betrieb) | 0,7                 | Aabenraa Sønderport dt. Apenrade Südertor                   | Aabenraa Sønderport dt. Apenrade Südertor                   |
| Strecke (außer Betrieb) |                     | bis hier Vierschienengleis                                  | bis hier Vierschienengleis                                  |
| Haltepunkt / Haltestelle (Strecke außer Betrieb) |                     | Skelbæk                                                     | Skelbæk                                                     |
| Haltepunkt / Haltestelle (Strecke außer Betrieb) | 3,4                 | Styrtom dt. Störtum                                         | Styrtom dt. Störtum                                         |
| Haltepunkt / Haltestelle (Strecke außer Betrieb) | 5,3                 | Stubbæk dt. Stübbek                                         | Stubbæk dt. Stübbek                                         |
| Haltepunkt / Haltestelle (Strecke außer Betrieb) | 7,6                 | Sønder Hostrup dt. Süder-Hostrup                            | Sønder Hostrup dt. Süder-Hostrup                            |
| Haltepunkt / Haltestelle (Strecke außer Betrieb) | 9,9                 | Nørballe dt. Nordballig (Nordschleswig)                     | Nørballe dt. Nordballig (Nordschleswig)                     |
| Bahnhof (Strecke außer Betrieb) | 11,0                | Felsted dt. Feldstedt                                       | Felsted dt. Feldstedt                                       |
| Bahnhof (Strecke außer Betrieb) | 12,8                | Tumbøl dt. Tombüll                                          | Tumbøl dt. Tombüll                                          |
| Haltepunkt / Haltestelle (Strecke außer Betrieb) | 13,7                | Slyngsten dt. Slyngsten                                     | Slyngsten dt. Slyngsten                                     |
| Haltepunkt / Haltestelle (Strecke außer Betrieb) | 14,7                | Bøgholm dt. Bögholm                                         | Bøgholm dt. Bögholm                                         |
| Haltepunkt / Haltestelle (Strecke außer Betrieb) | 16,4                | Skovbølgård dt. Schobüllgaard                               | Skovbølgård dt. Schobüllgaard                               |
| Bahnhof (Strecke außer Betrieb) | 18,5                | Varnæs dt. Warnitz                                          | Varnæs dt. Warnitz                                          |
| Bahnhof (Strecke außer Betrieb) | 20,7                | Bovrup dt. Baurup                                           | Bovrup dt. Baurup                                           |
| Bahnhof (Strecke außer Betrieb) | 23,6                | Kiding dt. Kieding                                          | Kiding dt. Kieding                                          |
| Haltepunkt / Haltestelle (Strecke außer Betrieb) | 25,9                | Grøngrøft dt. Grüngrift                                     | Grøngrøft dt. Grüngrift                                     |
| Haltepunkt / Haltestelle (Strecke außer Betrieb) | 27,0                | Fiskbækskov dt. Fischbekholz                                | Fiskbækskov dt. Fischbekholz                                |
| Haltepunkt / Haltestelle (Strecke außer Betrieb) | 28,4                | Fiskbæk dt. Fischbek                                        | Fiskbæk dt. Fischbek                                        |
| Kopfbahnhof Streckenende (Strecke außer Betrieb) | 31,5                | Gråsten dt. Gravenstein Kleinbahnhof                        | Gråsten dt. Gravenstein Kleinbahnhof                        |

Die Aabenraa Amts Jernbaner (deutsch Apenrader Kreis-Kleinbahn – AaAJ) war ein Eigenbetrieb des dänischen Kreises Aabenraa Amt. Die Bahnstrecken wurde zur Zeit, als Südjütland zu Preußen gehörte, unter dem Namen Kleinbahnen des Kreises Apenrade im Norden der Provinz Schleswig-Holstein gebaut und betrieben. Ihre beiden, miteinander verbundenen Strecken waren Meterspurbahnen mit einer Länge von insgesamt 86 Kilometern.

## Geschichte

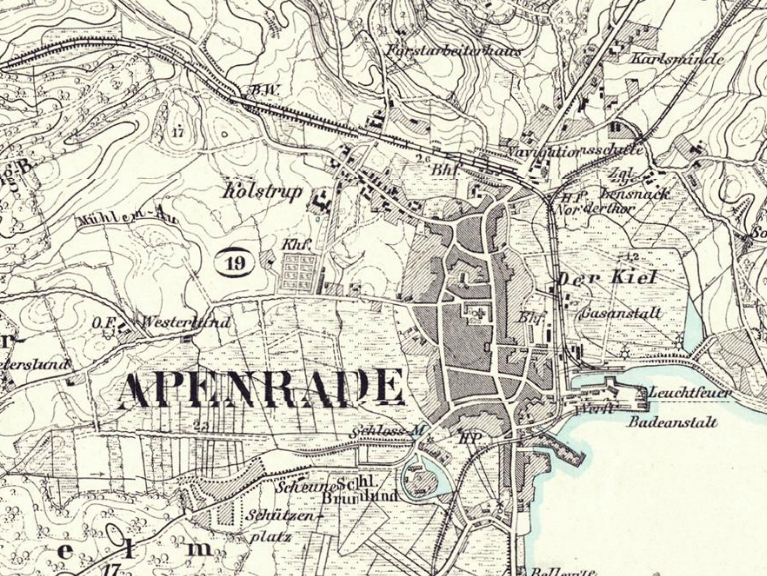
Lage der Bahnhöfe in Apenrade

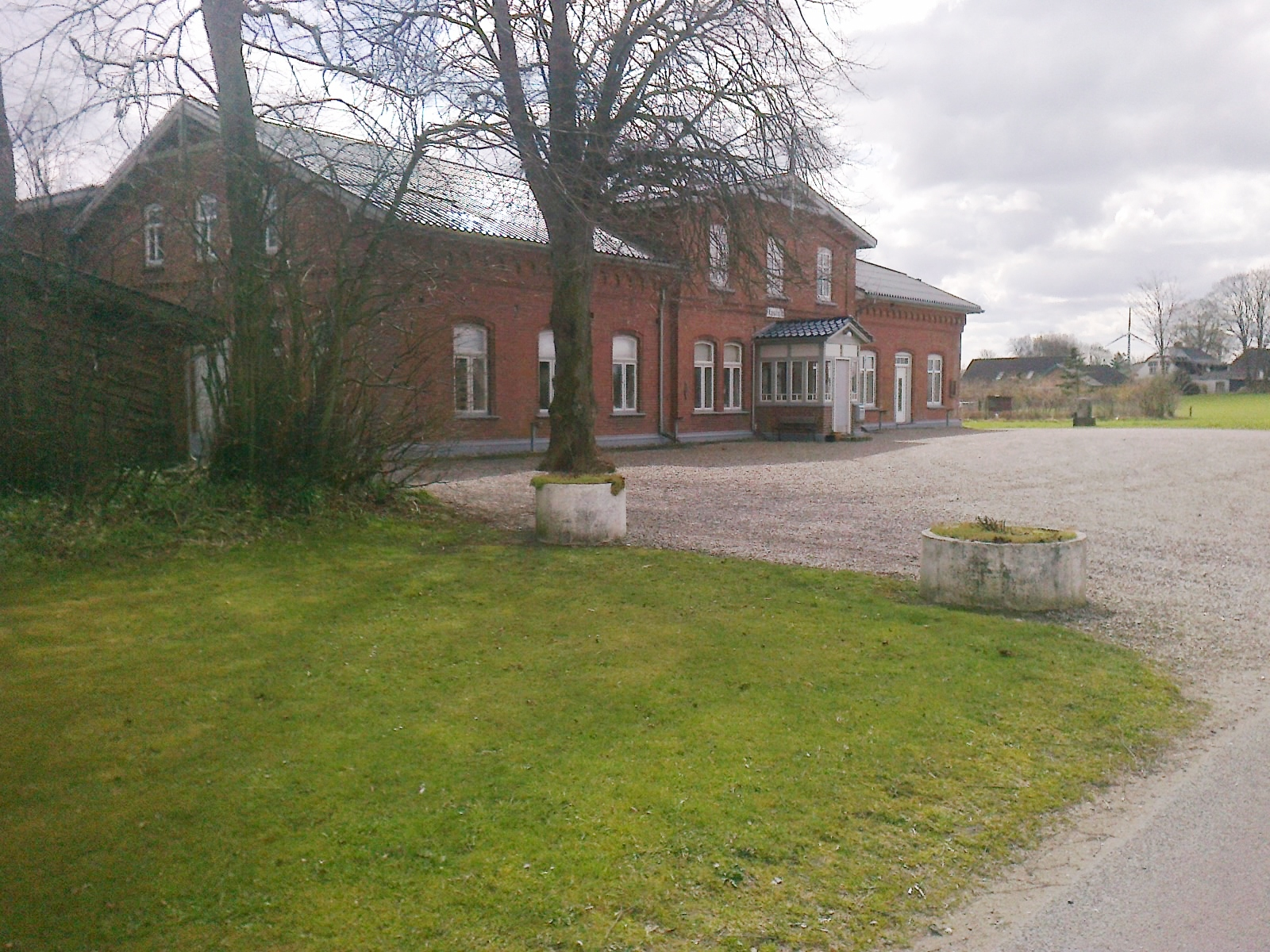
Klovtoft (deutsch: Klautoft) Kleinbahnhof

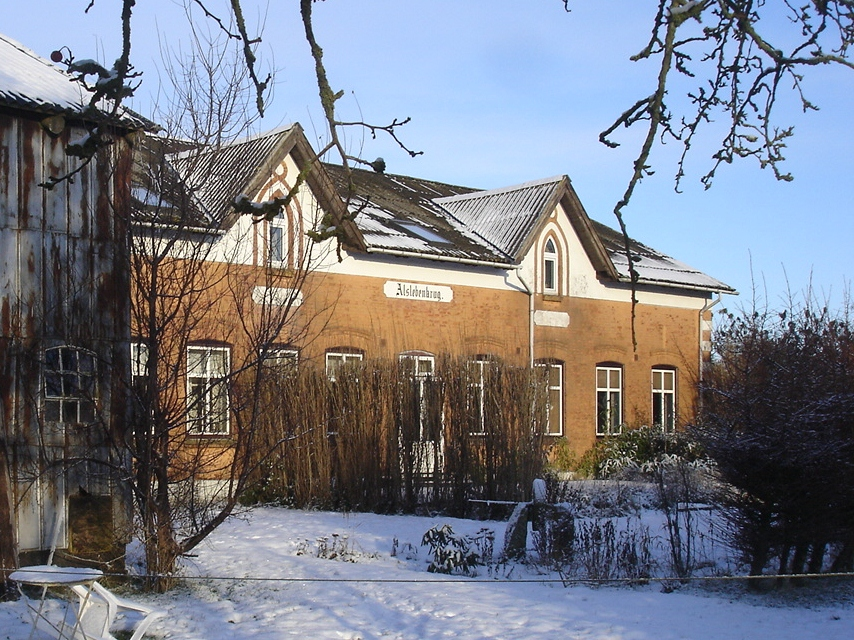
Alslev Kro (deutsch: Alslebenkrug) Kleinbahnhof

Nach dem Vorbild des südlichen Nachbarkreises Flensburg, der 1885 die reichsweit erste Bahnstrecke in Landkreisregie (Kreisbahn) eröffnet hatte, richtete der Kreis Apenrade eine Eisenbahnstrecke ein, um das Kreisgebiet besser für den Verkehr zu erschließen.

### Bahnstrecke Apenrade–Gravenstein
Am 13. Februar 1899 wurde die Schmalspurbahn von der Kreisstadt Apenrade, wo der Kreisbahnhof nicht weit entfernt vom Staatsbahnhof lag, nach Gravenstein (32 km) eröffnet. Dieser Ort bekam erst 1901 einen Anschluss an die Staatsbahn (von Sonderburg nach Flensburg und Tingleff). Um allzu viele teure Kunstbauten zu vermeiden und um möglichst viele Orte anzuschließen, wurde die Eisenbahn außerordentlich kurvenreich angelegt. Dadurch waren lange Reisezeiten vorprogrammiert. Schon bald erwarb die Bahn sich die Bezeichnung „Æ Kringelbåhn“.

### Bahnstrecke Apenrade–Lügumkloster
Die 54 km lange, am 8. Mai 1901 eröffnete Nordstrecke nach Lügumkloster war extrem kurvenreich gebaut. Man versuchte, möglichst viele Orte an diese eine Linie anzuschließen. Sie führte von Apenrade mit dem Haltepunkt „Nordertor“, der noch näher am Staatsbahnhof lag als der Kleinbahnhof, zunächst über das Hügelland der Halbinsel Loit, vorbei am Knivsberg, kreuzte in Haberslund bei Osterlügum die Hauptbahn Hamburg–Fredericia und schwenkte weiter nach Südwesten, um in relativ gerader Ost-West-Richtung nach Lügumkloster zu führen. Hier lag der Haltepunkt Holmplatz am östlichen Ende des Ortes, während der Endpunkt nördlich des Bahnhofes der kurzen Stichbahn der Staatsbahn ortsfern im Süden des Fleckens lag.

### Sicherungsstellung Nord
Von der Nordstrecke wurden während des Baus der Sicherungsstellung Nord mehrere Stichbahnen an den Befestigungswall gelegt. Nur in dieser Zeit bestand über diese Strecken, darunter über die Bahnstrecke Branderup–Osterterp, Verbindung zur Haderslebener Kreisbahn, die nach Einstellung des Baus nicht weiter verwendet wurden.

## Verkehr
In Lügumkloster, Haberslund und Gravenstein bestanden Umsteigemöglichkeiten zur vollspurigen Staatsbahn, da die Kleinbahnhöfe in direkter Nachbarschaft zu den Staatsbahnhöfen lagen. In Apenrade lag der Haltepunkt Nordertor dem Staatsbahnhof näher als der Kleinbahnhof.
1911 verkehrten nach Gravenstein täglich sechs Zugpaare, auf der Nordstrecke vier, dazu ein Zugpaar Apenrade–Haberslund. Es wurden 296.778 Personen und 52.688 t Güter befördert. 
Zum Einsatz kamen elf zweiachsige Trambahnlokomotiven, außerdem waren 23 Personenwagen, vier Post/Packwagen und 70 Güterwagen vorhanden, für den Festungsbau wurden noch weitere Güterwagen beschafft. Nur wenige Fahrzeuge konnten nach der Stilllegung an die Haderslev Amts Jernbaner verkauft werden, die meisten wurden verschrottet.

## Dänische Zeit
Diese teilweise äußerst unökonomisch ausgeführten Strecken ließen der Apenrader Kreisbahn nach einigen erfolgreichen Jahren vor dem Ersten Weltkrieg keine lange Lebensdauer bescheiden, sobald die Konkurrenz der Straße stärker wurde. Ein weiteres Problem war, dass es keine zivilen Anschlüsse zur Haderslebener Kreisbahn und anderen Nachbarstrecken gab. Nachdem Erneuerungen im Ersten Weltkrieg unterblieben waren, entschied sich die Verwaltung des Amtes Aabenraa, das nach dem Übergang an Dänemark Rechtsnachfolger des Kreises geworden war, für die Stilllegung der beiden Strecken, welche bereits 1926 erfolgte.

## Ersatzstrecke nach der Stilllegung
Ersatz wurde nur auf dem westlichen Abschnitt von Lügumkloster bis Hellewatt geschaffen. Dort errichteten die Dänischen Staatsbahnen auf der alten Trasse eine Normalspurbahn. Diese wurde in Verlängerung der alten Stichbahn von Bredebro (Marschenbahn) nach Lügumkloster errichtet und nahm östlich von Hellewatt den direkten Weg nach Rothenkrug an der Hauptbahn Hamburg–Fredericia, wo die Züge weiter bis Apenrade durchfahren konnten. Diese wurde einschließlich der alten Strecke Bredebro-Lügumkloster schon 1936 wieder aufgegeben und hält den traurigen Ruhm, die kurzlebigste Eisenbahn in der Geschichte Dänemarks gewesen zu sein.

## Erhaltene Bauwerke
Erhalten geblieben sind der größte Teil der Bahnhofsgebäude, die teilweise noch gut als solche zu erkennen sind. In der Nähe der Station Knapp im Kirchspiel Loit nordöstlich von Apenrade blieb ein Viadukt über die Landstraße sehr gut erhalten. In diesem Bereich besteht der Bahndamm noch als Rad- und Wanderweg. Auch südlich der Stadt lassen sich Teile des Bahndamms westlich der Landstraße nach Flensburg gut erkennen.